# Ervino Soares
Ervino Soares (30 maggio 1999) è un calciatore est-timorese, difensore dello Sport Laulara e Benfica e della Nazionale est-timorese.

## Carriera

### Club
Nel 2015 firma un contratto con lo Sport Laulara e Benfica.

### Nazionale
Debutta in Nazionale il 12 novembre 2015, in Emirati Arabi Uniti-Timor Est.